# Équipe cycliste féminine Visma-Lease a Bike
Cet article concerne l'équipe féminine. Pour l'équipe masculine, voir Équipe cycliste masculine Visma-Lease a Bike.
L'équipe cycliste féminine Visma | Lease a Bike est une équipe cycliste féminine néerlandaise créée en 2021. C'est la section féminine de l'équipe masculine éponyme. Elle court avec une licence WorldTeam depuis 2022.

## Histoire de l'équipe

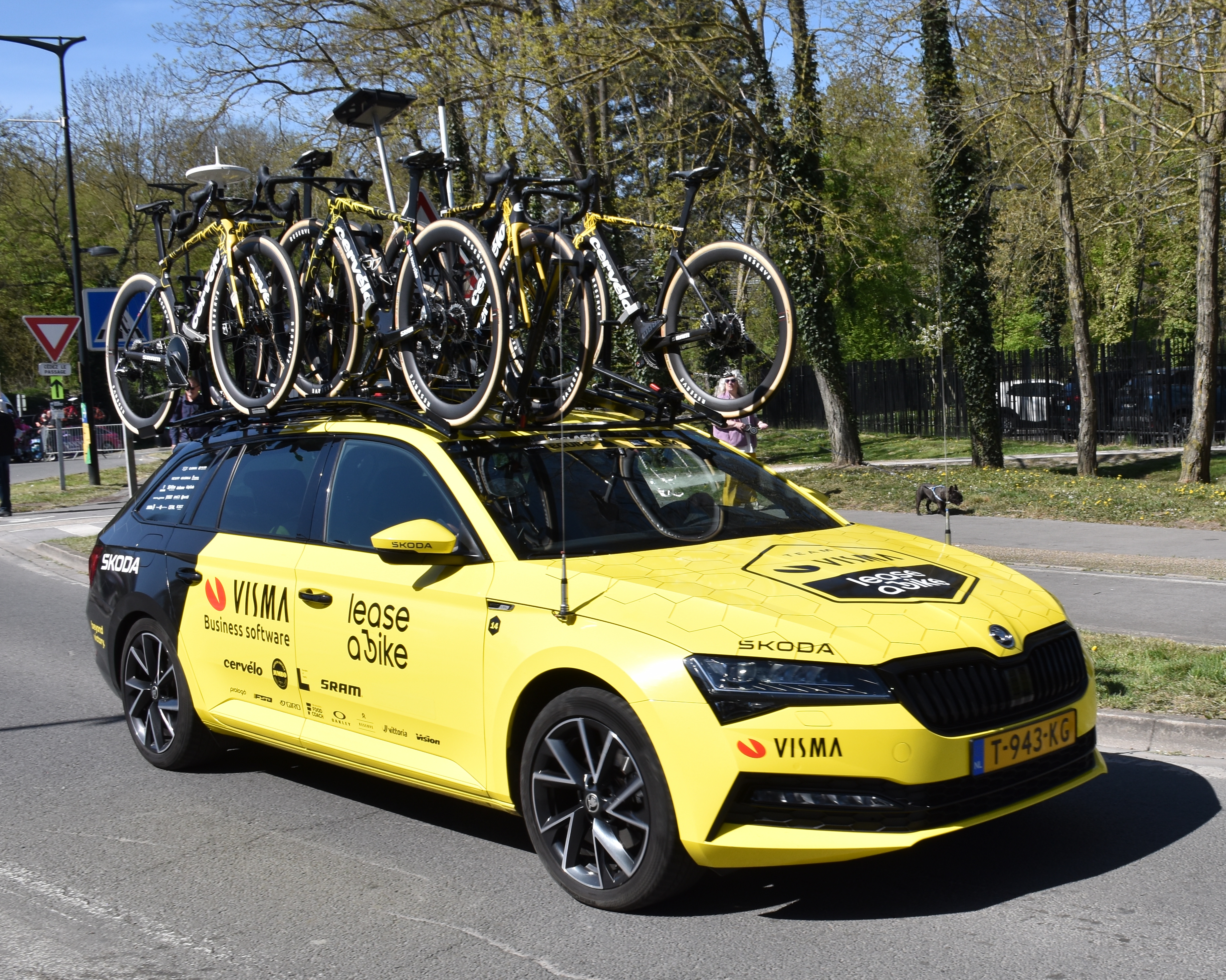
Véhicule Team Visma - Lease a Bike 2025.

À l'automne 2020, l'équipe masculine Jumbo-Visma annonce la création de son équipe féminine. Celle-ci est organisée autour de la multiple championne du monde Marianne Vos. Outre les sponsors de l'équipe masculine, Jumbo et Visma, l'équipe est aussi soutenue par Parkhotel Valkenburg. Ainsi 4 coureuses et la responsable, Esra Tromp, sont issues de la formation Parkhotel Valkenburg. Pour sa saison inaugurale, l'équipe ne peut cependant pas prétendre à une licence WorldTeam, et évolue donc au niveau continental (2e division).
Cela ne n'empêche pas les organisateurs de courses World Tour d'inviter l'équipe. C'est ainsi que Jumbo-Visma participe à Gand-Wevelgem et l'Amstel Gold Race, que Marianne Vos remporte toutes deux,, les 2 premières victoires de sa structure, qui en obtiendra 12 dans la saison.
Lors de la saison 2022, l'équipe obtient sa place comme World Team, avec l'élargissement des équipes du World Tour. C'est ainsi qu'elle participe 1er Tour de France Femmes. Marianne Vos y remporte 2 étapes, et porte le maillot jaune durant 5 étapes sur les 8 au programme, avant de le laisser à Annemiek van Vleuten, la vainqueur finale. Vos remporte cependant le maillot vert du classement par points.
Pour la saison 2023, la Jumbo-Visma recrute la jeune Fem van Empel, récente championne du monde de cyclocross. Fin mai, Esra Tromp, alors responsable, laisse sa place à Rutger Tijssen. L'ancien entraîneur de patinage de vitesse appartenait déjà à l'encadrement de l'équipe depuis la création.
À l'image de l'équipe masculine, la formation néerlandaise change de nom pour la saison 2024, au profit de Visma | Lease a Bike. Cette saison est la plus prolifique de l'équipe depuis sa création, avec 17 victoires, dont 6 en World Tour. Durant l'été, tout juste auréolée de son titre olympique en VTT, la française Pauline Ferrand-Prévot annonce qu'elle va faire son retour sur la route au sein de l'équipe Visma dès 2025.

## Classements UCI
Ce tableau présente les places de l'équipe au classement de l'Union cycliste internationale en fin de saison, ainsi que la meilleure cycliste au classement individuel de chaque saison.
| Classement UCI | Classement UCI         | Classement UCI                              | Classement UCI |
| Année          | Classement par équipes | Meilleure coureuse au classement individuel |                |
| -------------- | ---------------------- | ------------------------------------------- | -------------- |
| 2021           | 9e                     | Marianne Vos (3e)                           |                |
| 2022           | 10e                    | Marianne Vos (24e)                          |                |
| 2023           | 8e                     | Riejanne Markus (22e)                       |                |
| 2024           | 6e                     | Marianne Vos (5e)                           |                |
|                |                        |                                             |                |
| Source : UCI   |                        |                                             |                |

L'équipe participe à l'UCI World Tour féminin. Le tableau ci-dessous présente les classements de l'équipe sur ce circuit, ainsi que sa meilleure coureuse au classement individuel.
| UCI World Tour | UCI World Tour         | UCI World Tour                              | UCI World Tour |
| Année          | Classement par équipes | Meilleure coureuse au classement individuel |                |
| -------------- | ---------------------- | ------------------------------------------- | -------------- |
| 2021           | 8e                     | Marianne Vos (4e)                           |                |
| 2022           | 7e                     | Marianne Vos (17e)                          |                |
| 2023           | 8e                     | Riejanne Markus (25e)                       |                |
| 2024           | 6e                     | Marianne Vos (7e)                           |                |
|                |                        |                                             |                |
| Source : UCI   |                        |                                             |                |

## Principales victoires

### Grands tours
| - Tour d'Italie féminin - Participations : 3 (2021-2023) - Victoires d'étapes : 4 - 2 en 2021 : Marianne Vos (2) - 2 en 2022 : Marianne Vos (2) | - Tour de France Femmes - Participations : 4 (2022-2025) - Victoires d'étapes : 5 - 2022 : Marianne Vos (2) - 2025 : Marianne Vos (1) et Pauline Ferrand-Prévôt (2) - Victoire : 2025 (Pauline Ferrand-Prévôt) - Classements annexes : - Classement par points : 2022, 2024 (Marianne Vos) |

### Championnats nationaux
- Championnats des Pays-Bas sur route : 2
  - Contre-la-montre : 2023 (Riejanne Markus)
  - Course en ligne : 2022 (Riejanne Markus)

## Encadrement de l'équipe
| Année | Code UCI | Nom         | Cat.       | Vélo    | Encadrement                                                                                                 |
| ----- | -------- | ----------- | ---------- | ------- | --- |
| 2021  | JVW      | Jumbo-Visma | WT         | Cervélo | Manager : Richard Plugge Dir. sportif : Esra Tromp                                                          |
| 2022  | JVW      | Jumbo-Visma | World Team | Cervélo | Manager : Esra Tromp Dir. sportif : Lieselot Decroix, Dir. sportif adj. : Carmen Small, Marieke van Wanroij |
| 2023  | JVW      | Jumbo-Visma | World Team | Cervélo | Manager : Marieke van Wanroij Dir. sportif : Lieselot Decroix, Dir. sportif adj. : Carmen Small             |

## Effectif actuel
| Effectif 2025            | Effectif 2025     | Effectif 2025 | Effectif 2025                    |
| Cycliste                 | Date de naissance | Pays          | Équipe précédente                |
| ------------------------ | ----------------- | ------------- | -------------------------------- |
| Carlijn Achtereekte      | 29 janvier 1990   | Pays-Bas      |                                  |
| Marion Bunel             | 7 octobre 2004    | France        | St Michel-Mavic-Auber 93 (2024)  |
| Viktória Chladoňová      | 15 novembre 2006  | Slovaquie     |                                  |
| Femke de Vries           | 16 avril 1994     | Pays-Bas      | GT Krush Rebellease (2024)       |
| Pauline Ferrand-Prévot   | 10 février 1992   | France        |                                  |
| Martina Fidanza          | 5 novembre 1999   | Italie        | Ceratizit-WNT Pro Cycling (2024) |
| Mijntje Geurts           | 25 octobre 2003   | Pays-Bas      | Lotto Dstny Ladies (2023)        |
| Lieke Nooijen            | 20 juillet 2001   | Pays-Bas      | Parkhotel Valkenburg (2023)      |
| Maud Oudeman             | 29 septembre 2003 | Pays-Bas      | Canyon-SRAM Racing (2022)        |
| Rosita Reijnhout         | 8 avril 2004      | Pays-Bas      |                                  |
| Linda Riedmann           | 23 mars 2003      | Allemagne     |                                  |
| Eva van Agt              | 18 mars 1997      | Pays-Bas      | Le Col-Wahoo (2022)              |
| Fem van Empel            | 3 septembre 2002  | Pays-Bas      | Pauwels Sauzen-Bingoal (2022)    |
| Nienke Veenhoven         | 20 mars 2004      | Pays-Bas      |                                  |
| Margaux Vigié            | 21 juillet 1995   | France        | Lifeplus Wahoo (2023)            |
| Sophie von Berswordt     | 21 mai 1996       | Pays-Bas      |                                  |
| Marianne Vos             | 13 mai 1987       | Pays-Bas      | CCC-Liv (2020)                   |
| Imogen Wolff             | 26 mars 2006      | Royaume-Uni   | Shibden Apex RT (2024)           |
|                          |                   |               |                                  |
| Source : ProCyclingStats |                   |               |                                  |

## Saisons précédentes
- Saison 2021
- Saison 2022
- Saison 2023
- Saison 2024
- Saison 2025